# Marcos Angeleri
Marcos Alberto Angeleri (* 7. April 1983 in La Plata) ist ein einmaliger argentinischer Fußballspieler.

## Karriere
Angeleri spielte sich im Jahr 2002 in die erste Elf von Estudiantes de La Plata. Nach guten Leistungen im Verein wurde Angeleri sechs Jahre nach seinem Durchbruch von Diego Maradona in die Nationalmannschaft Argentiniens berufen, in der er sich allerdings nicht durchsetzen konnte. Nach drei Länderspielen, in zwei von diesen wurde er nur eingewechselt, wurde Angeleri nicht mehr für Nationalelf nominiert und konnte sich nun wieder vollkommen auf seinen Verein konzentrieren. Dort wurde er fortan meist als rechter Verteidiger, unter Trainer Diego Simeone aber auch als Libero, eingesetzt. Nach weiterhin guten Leistungen im Club wurde Angeleri 2008 auf den zehnten Platz bei der Wahl zu Südamerikas Fußballer des Jahres gewählt. Im weiteren Verlauf seiner Karriere spielte Angeleri bei der Copa Sudamericana 2008 und der Copa Libertadores 2009, bei der er sich jedoch verletzte und lange ausfiel. Nach seiner Genesung kam er bei weiteren Ligaspielen und der Copa Libertadores 2010 zum Einsatz, ehe er im selben Jahr zum AFC Sunderland wechselte.
Am 24. Juli 2010 unterschrieb Angeleri für eine geschätzte Ablösesumme von 1,5 Millionen Pfund beim AFC Sunderland einen Vertrag über drei Jahre. Er gehörte zum 25-Mann-Kader für die Saison 2010/11 und gab sein Debüt am 26. Dezember 2010 bei der 0:2-Niederlage gegen Manchester United, als er für Boudewijn Zenden eingewechselt wurde. Sein erstes FA-Cup-Spiel absolvierte Angeleri am 8. Januar 2011 gegen Notts County.
Nach zwei nicht erfolgreichen Jahren wechselte Angeleri zu Estudiantes de La Plata. Nach einem Jahr wechselte er zur Saison 2013/14 zum FC Málaga und kehrte im Jahr 2016 nach Südamerika zurück. Nach Stationen bei CA San Lorenzo und Club Nacional unterschrieb er 2019 im Alter von 36 Jahren bei den Argentinos Juniors.
Seine aktive Fußballkarriere beendete er am 1. Juli 2020.

## Erfolge
Estudiantes
- Gewinn der Primera División in Argentinien, 2006
- Copa Libertadores: 2009